# Ein al-Beida
Ein al-Beida (en árabe: عين البيضا‎) es una aldea palestina de la gobernación de Tubas en el noreste de Cisjordania. La Oficina Central de Estadísticas de Palestina calcula que tiene una población de alrededor de 1.231 habitantes a mediados de 2021.

## Historia
En Ein al-Beida se han encontrado cerámicas de la época bizantina.
A raíz de la guerra árabe-israelí de 1948, y después de los Acuerdos de Armisticio de 1949, Ein al-Beida quedó bajo el dominio jordano.
Ein al-Beida fue restablecido en 1952 por agricultores árabes pertenecientes a las familias Fuquha y Daraghmah de la cercana Tubas que poseían granjas en la zona y decidieron establecer una aldea. El pueblo lleva el nombre de un gran manantial en la zona, Ein al-Beida, que una vez se utilizó para regar las tierras vecinas.
En el censo jordano de 1961, la población de Ein al-Beida era 573.

### Después de 1967
Desde la Guerra de los Seis Días (1967), Ein al-Beida ha estado bajo ocupación israelí. El manantial cercano que proporcionó riego a algunos de sus agricultores se secó cuando la compañía de agua israelí Mekorot perforó un pozo cercano para abastecer de agua al asentamiento israelí de Mehola.

## Geografía y clima
Ein al-Beida está situado en una llanura en la ladera oriental del valle del Jordán, rodeada de colinas y montañas. Se encuentra a 15 km al noreste de Tubas, bordeado por el río Jordán al este, Bardala al oeste, la Línea Verde al norte y el asentamiento israelí de Mehola al sur. La elevación de la ciudad es de 166 metros bajo el nivel del mar.
La jurisdicción total de la aldea es de 15.000 dunams, lo que constituye el 3% de la tierra de la gobernación de Tubas. El área construida representa 480 dunams, mientras que 8.500 dunams son tierras agrícolas o cultivadas.
El clima cálido es característico de Ein al-Beida, con veranos calurosos y secos e inviernos fríos y secos. La precipitación media en el pueblo 275 milímetros. La temperatura media anual es de 21 a 22 grados centígrados y la tasa de humedad es del 55%.

## Demografía
La población de Ein al-Beida en 1961 era 573, aumentando a 791 en 1997. Según un censo de la Oficina Central de Estadísticas de Palestina (PCBS) de ese año, 398 eran hombres y 393 mujeres. El censo también reveló que el 42,9% de los habitantes eran menores de 15 años, el 54,1% entre 15 y 64 años y el 3% mayores de 64 años. En 2006, la población de Ein al-Beida era de 1.048 habitantes. La familia Fuquha representa aproximadamente el 80% de los residentes de la aldea, mientras que los Daraghma representan aproximadamente el 20%.

## Gobierno
En 1996 se estableció un consejo de aldea para gobernar Ein al-Beida. Está formado por 7 miembros, incluido un presidente, y celebra elecciones cada cuatro años. Las responsabilidades del consejo incluyen administración, planificación y desarrollo, servicios sociales, mantenimiento de infraestructura y servicios públicos.